# Altopascio
Altopascio è un comune italiano di 16 058 abitanti della provincia di Lucca in Toscana.

## Geografia fisica
- Diffusività atmosferica: bassa, Ibimet CNR 2002

## Storia
Già abitata in epoca romana, Altopascio sorge lungo la via Francigena, qui chiamata via Francesca Romea, una delle più importanti vie di pellegrinaggio medievali, che da Roma conduceva in Francia e proseguiva poi fino in Inghilterra.
In questo luogo sorse lo Spedale di Altopascio con lo scopo di fornire assistenza ai pellegrini e di provvedere alla manutenzione della via stessa. 
La prima notizia dello Spedale "edificatus in locus et finibus ubi dicitur Teupascio" è del 1084, ma la fondazione è certamente precedente. Lo spedale fu fondato, secondo la tradizione, da dodici cittadini lucchesi o probiviri (probabilmente "lo coro duodenale" citato nella regola volgare), in corrispondenza di un passaggio obbligato tra il padule di Fucecchio e il lago di Sesto (ora bonificati) in prossimità del bosco delle Cerbaie; la scelta non era casuale, perché le necessità di assistenza e cura erano particolarmente sentite in quei luoghi pericolosi e malsani. 
Probabilmente ebbe origine da una comunità di canonici, così come la preesistente vicina abbazia di Badia Pozzeveri, all'interno del movimento di rinnovamento spirituale che attraversava la Chiesa nell'XI secolo.

### I cavalieri del Tau

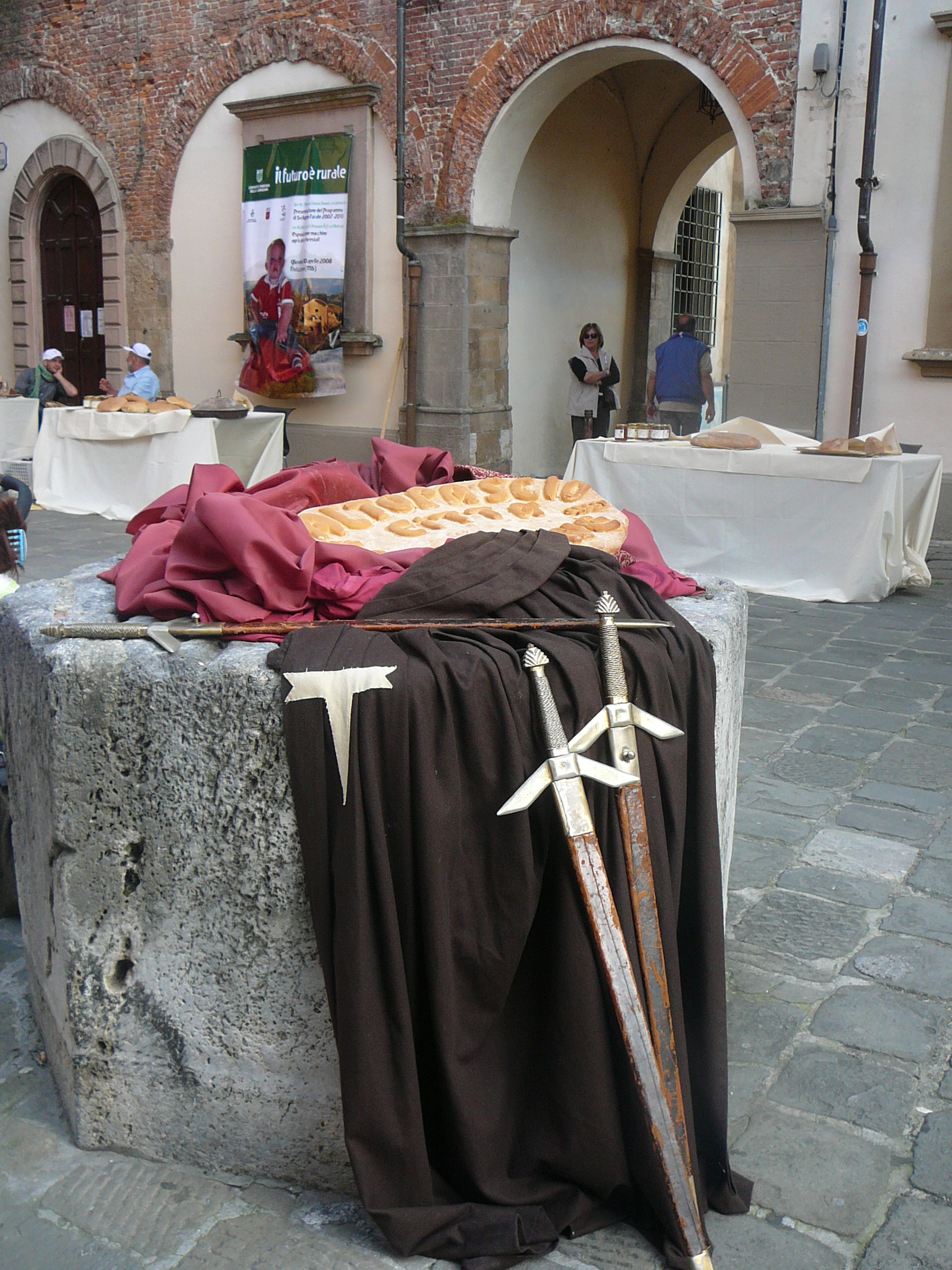
Piazza Ospitalieri: il pozzo con il mantello dei Cavalieri del Tau

In breve lo Spedale divenne così importante che, per adempiere le funzioni cui era preposto, vennero fondati i Cavalieri del Tau, ordine religioso cavalleresco che da Altopascio si diffuse in tutta Europa (Italia, Francia, Inghilterra, Baviera, e pare anche Spagna e Portogallo). Il nome deriva dal lungo mantello nero che i frati indossavano, sul quale era la croce taumata, a forma di punteruolo, simile alla lettera tau τ greca. Questa croce, di origini remote, secondo alcuni si riteneva rappresentasse la lettera iniziale della parola Cristo, ma era già da tempo oggetto di venerazione da parte dei francescani, come simbolo della croce e col significato di perfezione, in quanto lettera finale - conclusiva - dell'alfabeto ebraico. Va inoltre ricordato che il tau compare anche in altri luoghi di pellegrinaggio, come Santiago di Compostela, quale simbolo dei taumaturghi e che nel Libro di Ezechiele (9,4) il tau viene contraddistinto come simbolo di salvezza. Nel caso dei frati di Altopascio, oltre alla simbologia religiosa, costituiva anche un riferimento agli strumenti di lavoro da loro usati, come martello e punteruolo, o alla stampella che implicava il sostegno offerto ai pellegrini.

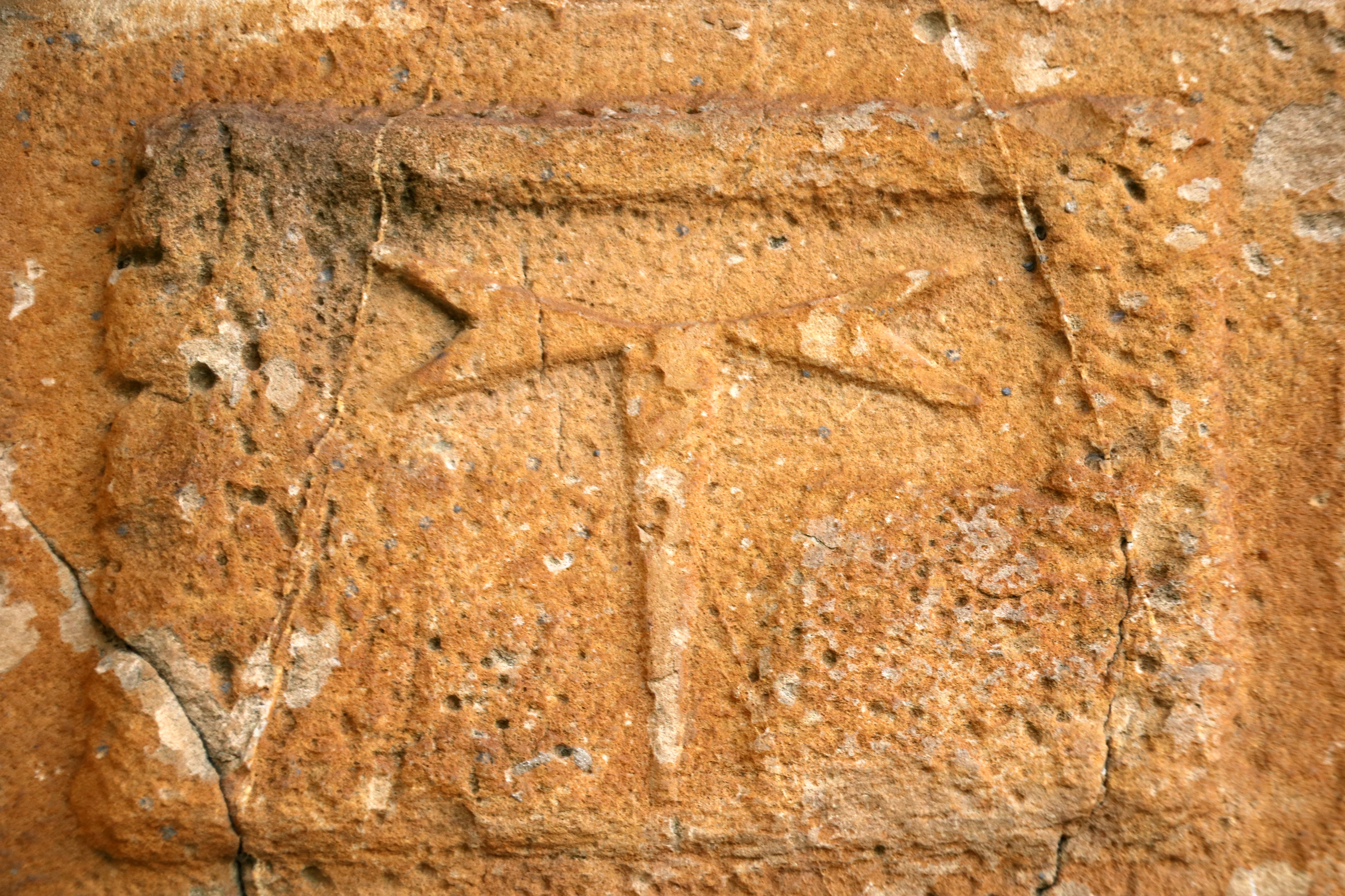
Il Tau scolpito alla base del campanile, forse simbolo della croce, forse simbolo dei picchetti usati dai manutentori dei ponti, forse stampella ospitaliera

I cavalieri del Tau sono probabilmente il più antico ordine religioso cavalleresco d'Europa. Oltre all'assistenza dei pellegrini, i frati si occupavano anche della manutenzione delle strade e dei navigli da trasporto; inoltre curavano anche la costruzione e la manutenzione di ponti, cosa che attesta l'alto livello tecnico ed organizzativo raggiunto.
La loro abilità è documentata dalla costruzione di ponti per l'attraversamento di diversi fiumi lungo la via Francigena, come l'Arno, l'Elsa, l'Usciana, il Taro e l'Arda.
La Domus Hospitalis Sancti Iacobi de Altopassu vide le sue fortune economiche strettamente collegate alle vicende della via Francigena. La fioritura economica era notevole già alla fine del XII secolo, quando i beni della Magione di Altopascio si estendevano su buona parte delle diocesi di Lucca, del Valdarno inferiore e della Valdinievole, fino a lambire le città di Pistoia e Prato (come testimoniano le bolle di Anastasio IV del 1154, di Alessandro III del 1169, di Innocenzo III del 1198). In seguito si espanse fuori dalla Toscana, in Sicilia, in Sardegna e nel territorio di Napoli, con le obedientie (case ospitaliere); nel XII-XIII secolo, grazie al re Filippo Augusto, i Cavalieri del Tau approdarono in Francia, e quindi in Spagna, Germania e Inghilterra. Nel 1180 una casa ospitaliera venne fondata a Parigi, dove rimase attiva fino al 1567; sullo stesso luogo ancora oggi vi è la chiesa di Saint-Jacques-du-Haut-Pas.
Le fortune dei cavalieri prosperarono grazie all'appoggio di papi e imperatori per la loro attività filantropica che, con il passar del tempo, trascese quella iniziale, legata all'assistenza ai pellegrini e alla manutenzione della via Romea, per dedicarsi più in generale all'assistenza ai malati.
I frati di Altopascio, o del Tau, seguirono all'inizio la regola di Sant'Agostino; nel 1239 vennero assimilati alla regola di San Giovanni di Gerusalemme, con bolla di papa Gregorio IX, che li nomina "ordine sub regola equestri" degli ospedalieri di Gerusalemme. Il papa divenne depositario del "beneficio", cioè i beni dell'istituzione, e del diritto di investitura del gran maestro; ai frati restava il "giuspatronato", cioè il diritto di presentazione del "commendatario" o patrono.
Una recente teoria, che fa anche riferimento al celebre affresco denominato la Cacciata del Duca d'Atene attribuito all'Orcagna e conservato a Firenze nella cosiddetta Salotta di Palazzo Vecchio (Collezione Loeser) e narrata in un recente lavoro di Vittorio L. Perrera, vedrebbe i cavalieri del Tau coinvolti nella vicenda che portò alla cacciata di Gualtieri di Brienne dalla città il 23 luglio 1343.
Nel 1459 Pio II sciolse l'Ordine dei cavalieri del Tau e ordinò la confisca dei beni, per accorparli a quelli della Congregazione di Betlemme, di sua istituzione. Tuttavia, grazie alla resistenza del Gran Maestro Giovanni Capponi, che si rifiutò di obbedire, sopravvisse fino al 1588, quando confluì nell'Ordine dei Cavalieri di Santo Stefano per opera di Cosimo I de' Medici, che aveva i beni in commendam.
Tuttavia dei frati non si trova più notizia dopo il 1456 e nel 1472 la famiglia Capponi (la stessa di Giovanni), ottenne il giuspatronato da Sisto IV in cambio della promessa di investire 3000 fiorini in migliorie edilizie e agricole; il ruolo che era stato del capitolo dei frati di Altopascio passò allora, di fatto, ai Capponi.

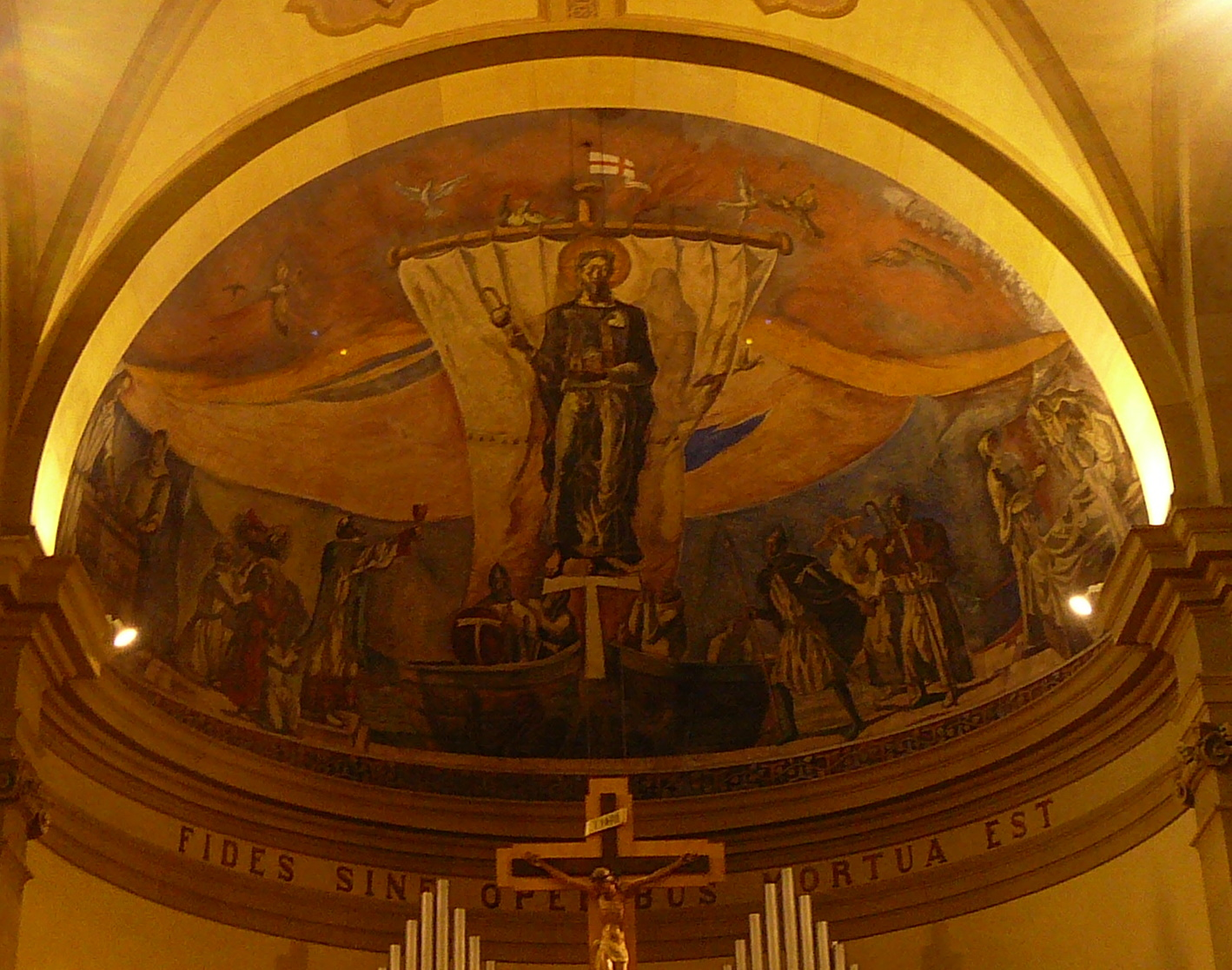
Affresco nella chiesa di San Jacopo

### L'ospedale di Altopascio
Altopascio sorgeva sulle rive del lago di Bientina, ora bonificato. A testimonianza di quel periodo resta ancora la Piazza del Porto e un affresco, nella chiesa di San Jacopo Maggiore, che ritrae San Jacopo, patrono dei pellegrini, mentre arriva ad Altopascio sulla prua di una barca con il simbolo del Tau.
Intorno all'anno Mille lungo le principali vie di pellegrinaggio in Europa sorsero strutture per l'assistenza ai pellegrini; lo Spedale di Altopascio, tuttavia, assunse un'importanza particolare, tanto che nel 1191 il re di Francia Filippo Augusto lo cita semplicemente come Le Hopital, l'ospedale per antonomasia.
Una delle prime testimonianze dello Spedale è quella di Nikulas di Munkthvera, un abate islandese che nel 1154 compì un pellegrinaggio a Roma e lasciò un diario di viaggio in cui Altopascio è citato come Ospizio di Matilde (Mathildarspitali), in quanto la fondazione ne viene attribuita alla famosa contessa. 
L'alta torre dell'Ospizio, con il fuoco sempre acceso sul terrazzo, e la sua campana, la Smarrita, rappresentavano un importante punto di riferimento nelle zone paludose che la circondavano. Nell'ospedale i pellegrini potevano sempre trovare ricovero, cure e cibo. L'ospitalità dei frati era così rinomata che venne citata anche da Giovanni Boccaccio, che nella decima novella della sesta giornata del Decameron fa dire a fra' Cipolla che Guccio Porco, il suo servo, aveva un "cappuccio sovra il quale era tanto untume che avrebbe condito il calderon d'Altopascio". La tradizione si è tramandata fino ai giorni nostri, e durante i festeggiamenti per la festa di San Giacomo, a fine luglio, (che prevedono anche un corteo storico, il tiro con la balestra e la ricostruzione delle attività di un borgo medievale) viene distribuito del cibo (pasta, fagioli, ecc.) da un grande calderone allestito in piazza. Elémire Zolla, filosofo e studioso di mistica, ritiene che questa rievocazione "è tra le pochissime a conservare intatte le caratteristiche rituali di una operazione alchemica".
Anche Franco Sacchetti nelle Trecentonovelle (novella CCXVI) riporta una nota da cui si evince la diffusione dei frati del tau: "Avvenne per caso che un altopascino, come sempre ne sono per le terre.."
L'ospedale di Altopascio divenne il più grande e attrezzato nel suo genere in tutta Europa, tanto che i pellegrini la denominavano semplicemente "l'ospedale "
Raggiunse anche un alto grado di specializzazione nella cura degli ammalati; secondo Piero Bargellini il termine "pappino", che veniva dato agli infermieri toscani, potrebbe derivare non dalle "pappe" somministrate agli ammalati, ma dall'attributo di "altopascini", poi semplicemente "pascini", con cui erano chiamati i migliori assistenti ospedalieri.
Fra le leggende sorte intorno ai Cavalieri del Tau, da sempre ammantati di fascino misterioso, vi è quella di Christian Jacopo Kalbutz.
Questi era un cavaliere del Tau, accusato da una fanciulla dell'assassinio del suo innamorato. Christian avrebbe allora pronunciato la frase: "In nome del Tau di cui sono leale cavaliere io chiedo, per prova della mia innocenza, che dopo morto il mio corpo non abbia a decomporsi." A quel punto la campana cominciò a suonare da sola, e dopo tre giorni il cavaliere fu condannato a suicidarsi con l'arsenico. Tuttavia, come egli aveva predetto, il suo corpo non si decompose, e questo venne considerato prova della sua innocenza (secondo altri invece è la punizione per la sua colpevolezza). 
Attualmente la sua salma, perfettamente conservata, si trova a Kampehl, presso Neustadt, nella marca di Brandeburgo (Germania). Alto m 1,70, può essere osservato nella sua bara con il coperchio di cristallo. Il motivo della sua mummificazione è ancora misterioso.

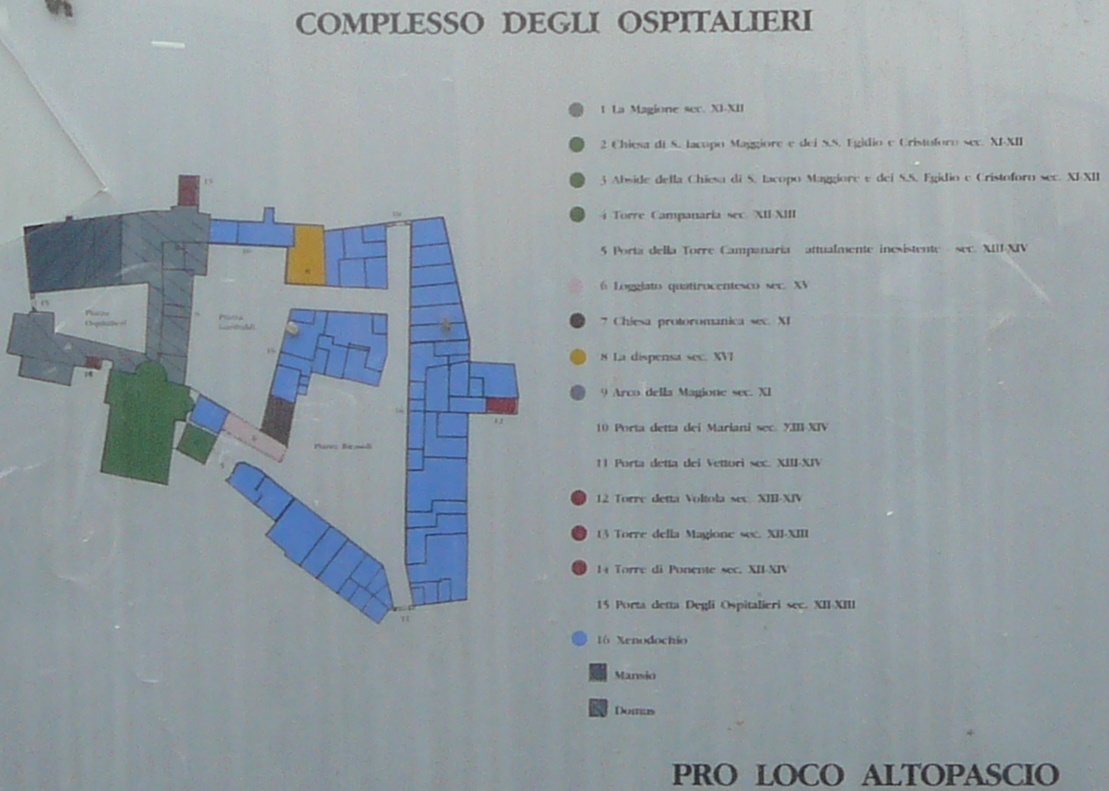
Mappa del complesso degli Ospitalieri

Il borgo murato, fondato nella seconda metà dell'XI secolo, subì nel tempo diversi rimaneggiamenti, ampliandosi e modificandosi. 
Il complesso comprendeva, oltre all'Ospedale, la torre campanaria e la chiesa di San Jacopo. 
Circondato da una robusta cinta da mura, aveva l'aspetto di un fortilizio; vi si accedeva dalla turrita porta degli Ospedalieri, tuttora esistente, dopo aver attraversato un ponte sul rio Teupascio (o "Theupascio"), ora scomparso.
La Magione di Altopascio era all'inizio un complesso articolato intorno a due ampi cortili, attorno ai quali erano disposti i locali dedicati ai frati e all'accoglienza dei pellegrini. Nel XII secolo, accanto alla chiesa, venne aggiunta la torre campanaria.
Di quell'epoca sono rimaste parecchie testimonianze nell'Altopascio attuale, soprattutto in piazza Ospitalieri e nella chiesa di San Jacopo Maggiore.
Tra il XV e il XVI secolo lo Spedale divenne prima fortezza, poi fattoria, amministrata dalla famiglia Capponi e successivamente dai Medici.

### La battaglia di Altopascio
Nel XIV secolo un nobile ghibellino lucchese, Castruccio Castracani degli Antelminelli, si rese protagonista di un'epica battaglia svoltasi ad Altopascio contro le forze guelfe fiorentine guidate dallo spagnolo Ramon (o Raimondo) di Cardona, capitano della guardia pontificia sotto Giovanni XXII.
Dopo aver sottomesso altri centri ghibellini, Castruccio aveva conquistato Pistoia e minacciava la stessa Firenze.
Le truppe fiorentine si mossero in forze per attaccare Castruccio ad Altopascio, ma questi, non ritenendosi ancora pronto a dar battaglia e attendendo rinforzi dai Bonacolsi, dai Visconti e da Cangrande della Scala, scelse una tattica dilatoria e si acquartierò presso l'attuale Montecarlo. 
Assediata dal Cardona, la piccola guarnigione di Altopascio, formata da 500 uomini, dovette arrendersi alle preponderanti forze nemiche, costituite da 15.000 fanti e 2.500 cavalieri. Queste erano formate in gran parte da mercenari, tra cui francesi, tedeschi e borgognoni; nonostante l'evidente disparità di forze gli altopascesi riuscirono a resistere 26 giorni, dal 3 al 29 agosto 1325. I vincitori, stanziatisi ad Altopascio, subirono notevoli perdite per l'ambiente malsano (il centro era allora circondato da zone paludose, in particolare il padule di Bientina) e per le risse e la corruzione che serpeggiavano tra i soldati. Per questo, il 9 settembre spostò il campo alla Badia Pozzeveri, ma si rese presto conto di aver commesso un errore, in quanto era ancora meno salubre e difendibile.
Nel frattempo Castruccio rinforzò le posizioni di Vivinaia, del Cerruglio (ora Montecarlo) e di Porcari.
Il 21 settembre un manipolo di soldati e braccianti mandati dal Cardona a preparare un nuovo accampamento, nel tentativo di spostarsi verso la più salubre collina di Montecarlo, venne attaccato e distrutto nella zona tra Porcari e Montechiari.
Il condottiero guelfo, temendo una caduta di prestigio, si preparò alla reazione schierando le sue truppe nella piana di Altopascio, che gli offriva maggiori vie di fuga.
I soccorsi milanesi tardavano ad arrivare perché Azzo Visconti, nipote di Galeazzo, che era giunto a Lucca, prima di muoversi pretendeva tutta la somma pattuita (riceverà dai lucchesi 25.000 fiorini d'oro per il suo intervento). A detta del Villani, citato da Augusto Mancini nella Storia di Lucca, a convincerlo vennero mandate le più belle donne di Lucca, compresa la stessa moglie di Castruccio, Pina dei signori di Corvaia.
Il 23 settembre 1325 Castruccio, con l'aiuto anche dei milanesi di Azzo Visconti, dovette accettare battaglia e affrontò i guelfi in campo aperto. Al primo attacco primeggiarono i fiorentini, ma alla seconda carica di cavalleria non ressero il contrattacco e furono ridotti allo sbaraglio; i fanti fiorentini vennero travolti dai propri cavalieri in ritirata a rotta di collo (lo stesso Cardona fuggì), mentre la cavalleria lucchese tagliava tutte le vie di fuga.
Per Castruccio fu una vittoria strepitosa: i ghibellini riconquistarono Altopascio e diversi altri borghi e tutti i guelfi, compreso il Cardona, vennero fatti prigionieri.
Il 29 settembre anche Signa cadde e il 2 ottobre Castruccio si spinse a Peretola.
L'11 novembre (giorno di san Martino) la città di Lucca gli dedicò un trionfo in stile romano, in cui venne mostrato anche il Carroccio conquistato ai fiorentini, con la campana senza battacchio e lo stendardo fiorentino capovolto.
Alle porte di Firenze Castruccio fece correre, per scherno, tre palii, uno di cavalieri, il secondo di persone a piedi e il terzo di prostitute. Inoltre, per celebrare la vittoria, coniò una moneta che fu chiamata castruccino.

### Altopascio medicea
Dopo il periodo di maggior gloria, dal XIII al XV secolo, nel XVI secolo lo Spedale di Altopascio, come altre istituzioni religiose, attraversò una profonda crisi politica ed economica, cadendo quasi totalmente nelle mani dei Medici attraverso il meccanismo delle commende.
Contemporaneamente il Concilio di Trento tentava di riportare la Chiesa al rigore originario, contrastandone la mondanizzazione. In questo clima di contrasti, Altopascio si trovò coinvolto nella lotta tra potere politico e religioso.
Dopo le due successive soppressioni di Pio II (1459) e di Sisto IV (1587) lo Spedale di Altopascio subì un progressivo declino e vide diminuire la sua importanza, anche se continuò la sua attività di assistenza ai viandanti bisognosi come "ricetto" fino a che il granduca Pietro Leopoldo di Lorena nel 1773 lo soppresse definitivamente in favore dell'ospedale di Pescia. 
In Toscana le campagne si spopolavano, aumentavano i poveri, e per le vie divenute più insicure i rari pellegrini non bastavano più a garantire la prosecuzione della ricettività dell'Altopascio.
Ma mentre andava in crisi l'attività ospedaliera, la sopravvivenza economica era assicurata dalle rendite dell'agricoltura, che, proprio perché frammentate in un territorio molto vasto, risentirono meno della crisi che aveva colpito la Toscana.
L'Altopascio continuerà a sopravvivere, sostenuto dalle molteplici attività legate alla terra che gli derivano dai possedimenti sparsi in tutta Europa, e dalla rete viaria e di trasporti di cui era al centro.
Nell'arco di un secolo subirà però radicali trasformazioni, sia urbanistiche che funzionali, passando da ospedale per l'assistenza dei pellegrini a castello-fortezza e successivamente a fattoria.
Parallelamente attorno all'originario complesso si svilupperà un nucleo urbano che assumerà rilevanza sempre maggiore, entrando in un rapporto che si svilupperà armonicamente tra la magione di Altopascio, il paese e la campagna circostante.
Gli interessi del tempo non rappresentavano più le istanze religiose e assistenziali che avevano animato le antiche istituzioni.
Altopascio, con le sue rendite e la sua posizione, al confine tra i territori di Lucca e di Firenze, era ancora molto interessante economicamente e strategicamente, e sarà al centro delle lotte tra il potere civile, rappresentato dai Medici, e il potere religioso, che aveva il suo centro a Lucca.

### Simboli
Lo stemma del comune di Altopascio è stato concesso con regio decreto del 26 gennaio 1866.
Il gonfalone, concesso con decreto del presidente della Repubblica del 26 settembre 1973, è costituito da un drappo di bianco.

## Monumenti e luoghi d'interesse
Il centro storico altopascese vanta un impianto medievale fortificato ancora perfettamente visibile, con un intero lato delle antiche mura castellane in ottimo stato di conservazione. Tra le piazze del centro storico, quella che più fedelmente conserva la struttura medievale è piazza Ospitalieri, l'antico chiostro annesso all'Ospitale di Altopascio, uno dei più noti ricoveri lungo la Via Francigena, con l'unica eccezione del pozzo collocato al centro, opera risalente al Ventennio fascista.

### Edifici religiosi
- Badia di San Pietro: abbazia camaldolese di cui si hanno notizie a partire dall'XI secolo e sede di una comunità monastica, l'edificio, che ospitava anche uno Xenodochio, fu occupato in occasione della Battaglia di Altopascio nel 1325. Dal XV secolo, con l'abbandono da parte della comunità monastica che vi risiedeva, perse progressivamente di importanza, pur rappresentando, ancora oggi, la porta di accesso della Francigena ad Altopascio.
- Chiesa di San Pietro Apostolo a Badia Pozzeveri: edificata nella seconda metà del XX secolo in sostituzione della omonima abbazia, sita ai margini dell'abitato della frazione, è la chiesa parrocchiale della frazione, appartenente, unica tra le quattro parrocchie del comune, alla Arcidiocesi di Lucca.
- Chiesa dei Santi Jacopo, Cristoforo ed Eligio (localmente chiamata chiesa di San Jacopo Maggiore): è la chiesa principale del comune di Altopascio, sede della omonima parrocchia. Costruita in stile romanico pisano in periodo bassomedievale, ha subito una profonda trasformazione nel XVIII secolo, dopo la chiusura dell'Ospedale decisa dal granduca Leopoldo II d'Asburgo-Lorena, quando la vecchia chiesa, orientata lungo l'asse ovest-est, divenne il transetto di una chiesa più ampia, a tre navate, disposta lungo l'asse nord-sud.[8]
- Chiesa di San Michele Arcangelo a Spianate: costruita nel 1494 e danneggiata da un incendio nel 1874, è stata interamente ricostruita nei due anni successivi in stile neoromanico, con interno a tre navate.[9]
- Chiesa di Santa Maria ad Martyres a Marginone: edificata sul luogo in cui si trovava un'antica 'margine' della Madonna con Bambino venerata dai fedeli, fu costruita tra la fine del XVI e l'inizio del XVII secolo. All'interno sono conservati un dipinto della Madonna con Bambino di scuola giottesca e una scultura lignea rappresentante il profeta Giobbe.[10]
- Chiesa di San Rocco: edificata nel 1645 in onore del Santo che avrebbe protetto il borgo di Altopascio dalla peste, ha interni barocchi. Di proprietà privata e chiusa al pubblico, versa in cattivo stato di conservazione.

### Edifici civili
- Loggiato Mediceo: sito in piazza Garibaldi e prospiciente alla torre campanaria, fu edificato al tempo della dominazione medicea di Altopascio. Di proprietà comunale, ospita la Raccolta dell'Antica Esposizione Archeologica.[11]

### Siti naturalistici
- Riserva Naturale Regionale del Lago di Sibolla: estesa su un'area di 60 ettari a 3 km di distanza dal capoluogo, è un'oasi che rappresenta uno dei più importanti biotopi palustri della Toscana dal punto di vista ambientale e floristico. Sulle rive si possono ammirare varie specie di uccelli acquatici: oche, anatre, aironi e garzette, che qui vengono a svernare e nidificare nei mesi invernali. All'interno dell'oasi, un percorso di 3 chilometri e la possibilità di praticare l'osservazione degli uccelli.[12]

## Società

### Evoluzione demografica
Il Comune è il secondo per abitanti della Piana di Lucca dopo Capannori (escludendo il capoluogo provinciale). Dal Miracolo economico italiano a oggi, il numero di abitanti è costantemente aumentato su base quinquennale, in particolare a cavallo tra gli Anni Novanta e l'inizio del XXI secolo, quando Altopascio ha vissuto un incremento demografico tale da portarlo, in 20 anni, da un numero di abitanti inferiore a 10.000 a oltre i 15.000. Nell'ottobre 2024, per la prima volta nella sua storia, il Comune ha superato i 16.000 abitanti.Abitanti censiti

### Etnie e minoranze straniere
Secondo i dati ISTAT, al 31 dicembre 2023 la popolazione straniera residente era di 2234 persone (1092 maschi e 1142 femmine), corrispondente al 14% della popolazione residente.Questi dati rendono Altopascio il Comune della provincia di Lucca con la maggior percentuale di popolazione costituita da residenti stranieri. Tra i Comuni limitrofi (ma di altre province), Fucecchio e Castelfranco di Sotto registrano percentuali ancora più elevate.
Le comunità nazionali più numerose erano:
- Albania: 838
- Romania: 485
- Marocco: 246
- Tunisia: 124
- Cina: 96

## Cultura

### Istruzione
Sono presenti nel territorio comunale quattro scuole dell'infanzia, quattro scuole primarie e una scuola secondaria di primo grado, situata nel capoluogo.

### Biblioteche
Ad Altopascio è presente la Biblioteca comunale Aldo Carrara, situata nel centro storico. Dispone di aule per la lettura e lo studio e di un intero piano dedicato alle letture per bambini e ragazzi, nonché di una sezione audiovisiva con otto computer. Ha un patrimonio librario di circa 50.000 volumi. Per frequentazione e numero di prestiti, è la seconda biblioteca dell'intera provincia.
La Biblioteca, così come le due foresterie comunali di Badia Pozzeveri e di piazza Ricasoli, è un punto in cui coloro che svolgono il Pellegrinaggio lungo la Via Francigena possono ritirare le proprie credenziali.

### Teatri
Ad Altopascio è presente il Teatro Giacomo Puccini. Il teatro nasce nel 1906 grazie alla felice intuizione di Andrea Orsucci, commerciante, che intraprende questa attività. Il teatro divenne ben presto il centro di una serie di iniziative culturali e soprattutto di divertimento; poi si aprì quasi subito al cinema muto, con la particolarità che l’accompagnamento musicale dei film era eseguito dallo stesso Orsucci. Il cinema teatro è giunto così fino al 1961, quando la famiglia Orsucci decise di modernizzarlo; nel 1962 venne aperto il nuovo cinema, ristrutturato, che aveva però perso la connotazione di teatro. Nel 1984 il cinema Puccini chiuse i battenti, investito dalla crisi e dalle difficoltà di una gestione sempre più complessa. Negli anni successivi, fu il Comune ad acquistarne la proprietà. Riaperto al pubblico nel 2011, il teatro ha una capienza di 300 posti a sedere, così divisi: 188 posti in platea (di cui due per persone con disabilità); 112 posti in galleria. Ospita rassegne teatrali di prosa, in collaborazione con Fondazione Toscana Spettacolo onlus, con artisti di fama nazionale, mantenendo al contempo la funzione di cinema.

### Letteratura
Il calderone dell'ospedale è citato (per esteso sopra, alla voce "L'ospedale di Altopascio") da Giovanni Boccaccio, nel Decameron, nella decima novella della sesta giornata, avente a protagonista frate Cipolla.
Altopascio viene menzionata, sempre in contesto alimentare, all'interno del racconto La nuvola di smog di Italo Calvino, in cui il protagonista frequenta

### Musica
Altopascio ospita le attività del Corpo Musicale Giuliano Zei. Fondato a fine Ottocento e capace di esibirsi una volta a settimana, in Piazza Ricasoli, negli anni Trenta, il complesso bandistico consta oggi di più di cinquanta elementi. Per il prestigio e il seguito di cui dispone, è stato chiamato a suonare anche fuori dai confini regionali.
Il Comune del Tau è altresì sede dell'Accademia della Musica Francesco Geminiani. Fondata nel 2002 e diretta dal Maestro Marco Lardieri, organizza corsi di canto e di strumento per giovani e adulti. Nel periodo estivo, a cadenza annuale, organizza il Francigena International Arts Festival, una kermesse di musica classica di rilevanza internazionale.

### Premi
Annualmente, all'interno del panorama delle celebrazioni patronali del Luglio Altopascese, viene conferito il Tau d'Oro a cittadini altopascesi che si siano distinti in positivo nel campo della musica, dell'arte, del volontariato, del lavoro, dello sport.

## Geografia antropica

### Frazioni
Secondo lo statuto comunale, Altopascio possiede ufficialmente tre frazioni.
- Badia Pozzeveri (20 m s.l.m., 2 500 abitanti)
- Marginone (33 m s.l.m., 1 695 abitanti)
- Spianate (27 m s.l.m., 3 356 abitanti)

### Altre località del territorio
Altre località notevoli del territorio sono quelle di Biagioni, Bozzo alla Rena, Chimenti, Fabbri, Gennarino, Michi, Ponte ai Pini, Ponte alla Ciliegia, Seghetti-Chiappini, Montanelli.

## Economia

### Artigianato
Per quanto riguarda l'artigianato, sono ancore attive, diffuse e rinomate l'arte della ceramica, che spazia dalla produzione di terrecotte alle terraglie, la lavorazione del ferro, l'intreccio del vimini e della paglia, l'impagliatura eseguita con erbe palustri e l'antica arte del mobile grazie alla quale vengono realizzati oggetti spazianti dallo stile rinascimentale fino a quello moderno.

### Industria
Altopascio ha una spiccata vocazione industriale, con la presenza di due zone industriali. Le realtà più grandi operano nel settore del cartario e nella componentistica per serramenti, oltre all'alimentare, con particolare enfasi sul senza glutine.

### Turismo
Altopascio si trova lungo l'itinerario della Via Francigena, di cui costituisce una sede di tappa. Il suo territorio è visitato quindi da pellegrini in ogni stagione dell'anno. Per la loro accoglienza, sono state predisposte due foresterie comunali: una nei locali della canonica prospiciente l'abbazia camaldolese di San Pietro, nella frazione di Badia Pozzeveri; l'altra, nella centrale piazza Ricasoli, nel cuore del borgo medievale.

## Infrastrutture e trasporti

### Strade
Il comune è attraversato dalla autostrada A11 ed è servito da uno svincolo autostradale a breve distanza dal centro cittadino.

### Ferrovie
È presente una stazione ferroviaria, situata a pochi passi dal centro cittadino, e posta sulla linea Viareggio-Firenze.

## Amministrazione
Di seguito è presentata una tabella relativa alle amministrazioni che si sono succedute in questo comune.
| Periodo        | Periodo        | Primo cittadino     | Partito                                                        | Carica  | Note   |
| -------------- | -------------- | ------------------- | -------------------------------------------------------------- | ------- | ------ |
| 19 maggio 1989 | 29 giugno 1989 | Agostino Pagni      | Partito Socialista Italiano                                    | Sindaco | [ 23 ] |
| 29 giugno 1989 | 7 giugno 1993  | Alberto Carmignani  | Partito Comunista Italiano, Partito Democratico della Sinistra | Sindaco | [ 23 ] |
| 7 giugno 1993  | 28 aprile 1997 | Maurizio Marchetti  | ex Partito Socialista Italiano                                 | Sindaco | [ 23 ] |
| 28 aprile 1997 | 14 maggio 2001 | Maurizio Marchetti  | centro-destra                                                  | Sindaco | [ 23 ] |
| 14 maggio 2001 | 30 maggio 2006 | Giorgio Ricciarelli | centro-destra                                                  | Sindaco | [ 23 ] |
| 30 maggio 2006 | 17 maggio 2011 | Maurizio Marchetti  | Forza Italia                                                   | Sindaco | [ 23 ] |
| 17 maggio 2011 | 21 giugno 2016 | Maurizio Marchetti  | lista civica di centro-destra: insieme per Altopascio          | Sindaco | [ 23 ] |
| 21 giugno 2016 | 4 ottobre 2021 | Sara D'Ambrosio     | lista civica di centro-sinistra: "Viviamo Altopascio"          | Sindaco | [ 23 ] |
| 4 ottobre 2021 | in carica      | Sara D'Ambrosio     | centro-sinistra                                                | Sindaco | [ 23 ] |

### Raccolta differenziata
Il Comune di Altopascio, in collaborazione con l'azienda ASCIT Servizi Ambientali SpA, ha istituito un sistema di raccolta differenziata porta a porta su tutto il territorio comunale. Nel 2024 la raccolta differenziata ha riguardato una percentuale di rifiuti attorno all'80%, in sensibile incremento rispetto al 66% dell'anno precedente. L'incremento è da attribuirsi al nuovo calcolo della tariffa su base puntuale, con la misurazione del conferimento della frazione non differenziata.

### Gemellaggi
Altopascio è gemellata con:
- El Perelló[senza fonte]
- Saint-Gilles[senza fonte]

## Sport

### Calcio
La principale squadra di calcio della città è l'A.S.D. Tau Calcio Altopascio, che nel 2024/2025 milita nel campionato di Serie D. Disputa i propri incontri allo stadio comunale, che ha una singola tribuna coperta dalla capienza di circa 300 posti e spesso ospita gli incontri del Torneo di Viareggio. Il colore sociale è l'amaranto. Il completo di casa è integralmente amaranto.
Le frazioni di Spianate e di Marginone sono rappresentate nei campionati dilettantistici. Nella stagione 2024-2025, l'ASD Spianate Calcio milita in Terza Categoria Toscana, mentre a Marginone sono attive il Marginone 2000, che milita nella stagione 2024-2025 in Promozione Toscana, e l'Atletico Marginone 1990, compagine di Terza Categoria Toscana.
Sia nel capoluogo sia a Marginone sono presenti squadre di calcio femminile: la sezione femminile del TAU partecipa ai campionati giovanili, mentre il Marginone 2000 milita in Eccellenza Toscana.

### Basket
La locale società di basket è il Nuovo Basket Altopascio, fondata nel 1990; la prima squadra è nella stagione 2022/2023 iscritta al campionato di serie C Gold. A seguito della retrocessione della primavera 2024, il NBA Altopascio disputa nella stagione 2024-2025 il campionato di Prima Divisione Regionale. Disputa i propri incontri al PalaMarconi di Altopascio.

### Pattinaggio
La società di pattinaggio su rotelle altopascese è l'ASD L'Acquario.

### Ginnastica artistica
La società di ginnastica artistica di Altopascio è l'OlympiaGym Altopascio.

### Tennis
Altopascio dispone di un circolo di tennis, il TC Il Valico, con sede nella omonima zona ai margini del territorio del capoluogo. Il circolo dispone di tre campi in terra rossa.